# Pobeda (metrostation)
Pobeda (Russisch: Победа) is een station van de metro van Samara. Het station werd geopend op 26 december 1987 en was vijf jaar lang het westelijke eindpunt van de enige metrolijn in de stad. Het metrostation bevindt zich in het oosten van Samara en dankt zijn naam ("Overwinning") aan de Oelitsa Pobedy (Overwinningsstraat), waaronder het gelegen is.
Station Pobeda is ondiep gelegen en beschikt als enige metrostation in Samara over een gewelfde perronhal. De inrichting van het station is opgedragen aan de overwinning van de Sovjet-Unie op nazi-Duitsland. In het gewelfde witte dak zijn metalen stroken verwerkt waaraan kroonluchters opgehangen zijn. Waar deze stroken de met rood graniet beklede wanden langs de sporen raken zijn in brons militaire emblemen aangebracht. Aan beide uiteinden van het eilandperron leiden brede trappen naar de twee ondergrondse stationshallen. Boven deze trappen zijn composities van gebrandschilderd glas te zien. Beide stationshallen hebben uitgangen naar de Oelitsa Pobedy; de oostelijke hal is slechts een deel van de dag geopend.